# Храм Джаганнатхи в Ранчи
Храм Джаганнатхи в Ранчи — индуистский вайшнавский храм в городе Ранчи (Чхаттисгарх, Индия). Построен в 1691 году по инициативе раджи Тхакура Анинатха Шахдео. Храм расположен на вершине холма в 10 км от города. Храм представляет собой меньшую по размерам копию известного храма Джаганнатхи в Пури. Также как и в Пури, здесь ежегодно проводится фестиваль Ратха-ятры.
6 августа 1990 года часть структуры храма обвалилась. В феврале 1992 года началась его реконструкция, которая заняла более 10 лет.